# Арен (Уеска)
Арен (ісп. Arén, кат. Areny de Noguera) — муніципалітет в Іспанії, у складі автономної спільноти Арагон, у провінції Уеска. Населення — 320 осіб (2009).
Муніципалітет розташований на відстані близько 420 км на північний схід від Мадрида, 95 км на схід від Уески.
На території муніципалітету розташовані такі населені пункти: (дані про населення за 2009 рік)
- Арен: 251 особа
- Бергануй: 4 особи
- Бетеса: 4 особи
- Кампаменто: 23 особи
- Каса-Консісторіаль: 12 осіб
- Лос-Молінос: 3 особи
- Пуїмолар: 2 особи
- Рівера-де-Валь: 5 осіб
- Сан-Мартін: 7 осіб
- Ель-Сас: 22 особи
- Собрекастель: 30 осіб

## Демографія
Динаміка населення (INE ):